# Los Reyes, Michoacán
Los Reyes là một đô thị thuộc bang Michoacán, México. Năm 2005, dân số của đô thị này là 51788 người.